# Президентские выборы в Северной Македонии (2019)
Президентские выборы в Северной Македонии прошли 21 апреля и 5 мая 2019 года. Это голосование стало шестыми президентскими выборами в истории независимой республики с 1991 года. На выборах в 2009 и 2014 годах победил Георге Иванов, который не имеет права выставлять свою кандидатуру на третий срок.
В первом туре, прошедшем 21 апреля, большинство голосов набрал Стево Пендаровски. Из-за того, что никто из кандидатов не получил больше 50 % голосов, в Северной Македонии 5 мая 2019 года был организован второй тур выборов между двумя кандидатами, набравшими наибольшее количество голосов избирателей в первом туре. Во втором туре победу одержал Стево Пендаровски, набрав 51,66 % голосов при явке 46,70 %.

## Предыстория
Действующий президент Северной Македонии Георге Иванов был впервые избран в 2009 году,  будучи поддержанным правившей тогда ВМРО — ДПМНЕ. Георге Иванов был переизбран в 2014 году, победив во втором туре кандидата от Социал-демократического союза Македонии Стево Пендаровски.
Масштабный политический кризис и массовые протесты в 2015 и 2016 годах привели к досрочным парламентским выборам 2016 года. Несмотря на то что правящая ВМРО — ДПМНЕ стала первой по числу голосов и полученных мест в парламенте (51 мандат из 120), инициативу по созданию правительства перехватил оппозиционный Социал-демократический союз Македонии. В новую правящую коалицию вошли Социал-демократический союз Македонии (49 мандатов) и партии, представляющие албанское меньшинство: Демократический союз за интеграцию (10 мандатов) и Демократическая партия албанцев (2 мандата). 31 мая 2017 года новым премьер-министром был назначен Зоран Заев при поддержке 62 из 120 депутатов. Депутаты от бывшей правящей партии ВМРО — ДПМНЕ проголосовали против нового правительства, а вторая по величине в парламенте партия албанского меньшинства Движение «Беса» воздержалась при голосовании.
Выборы 2019 года проходят на фоне интенсификации процесса интеграции Северной Македонии в региональные организации, в частности в Организацию Североатлантического договора и Европейский союз, переговоры о присоединении к которым были долгое время заморожены из-за нерешённого вопроса об именовании страны. 30 сентября 2018 года в стране был проведён референдум, касавшийся одобрения договора об урегулировании отношений с Грецией (Преспанское соглашение). Соглашение поддержали 91,5 % избирателей, участвовавших в голосовании при явке 36,9 %. 11 января 2019 года парламент Северной Македонии принял конституционные поправки, предусмотренные Преспанским соглашением, что разблокировало процесс переговоров о присоединении республики к региональным организациям. Активными сторонниками соглашения были партии, входившие в правящую коалицию. Ярым противником договора была оппозиционная ВМРО — ДПМНЕ и президент страны Георге Иванов.

## Избирательная система
Президент Северной Македонии избирается всенародным голосованием на пятилетний срок. Один человек может занимать пост президента не больше двух сроков. Для победы в первом туре кандидат должен заручиться поддержкой не менее половины от всех зарегистрированных избирателей. В противном случае через две недели после первого тура проводится второй тур между двумя кандидатами, набравшими наибольшее количество голосов в первом туре. Для признания результатов второго тура действительными в нём должны принять участие как минимум 40 % зарегистрированных избирателей, иначе должны быть объявлены новые выборы.
Все граждане старше 18 лет, не лишённые избирательной правоспособности по решению суда, имеют право участвовать в голосовании. Регистрация избирателей пассивная, то есть все жители страны автоматически включаются в реестр избирателей, если они имеют действительное удостоверение личности. За составление и внесение изменений в реестр избирателей отвечает Государственная избирательная комиссия (ГИК). Все граждане имеют право осуществить проверку своих данных в реестре избирателей онлайн и потребовать внесения изменений. С 23 февраля до 14 марта 2019 года проводилась общественная проверка списков избирателей, после чего копии реестра избирателей были предоставлены для проверки всем парламентским партиям. В окончательную версию реестра избирателей на 29 марта 2019 года включены 1 808 131 человек. Государственная избирательная комиссия зарегистрировала 1781 избирателя, изъявившего желание проголосовать за рубежом в дипломатических представительствах республики. Голосование за рубежом организовано в 32 дипломатических и консульских представительствах в 24 государствах.
Кандидатами на президентских выборах могут быть граждане старше 40 лет, постоянно проживающие в Македонии не менее 10 из последних 15 лет. Кандидатов могут выдвигать не менее 30 депутатов парламента Северной Македонии или группы избирателей, насчитывающие как минимум 10 тысяч человек. Подписи избирателей в поддержку кандидата должны быть собраны в присутствии представителей ГИК в зданиях региональных офисов ГИК в течение 15 дней. Избиратель может поставить подпись в поддержку нескольких кандидатов.
Избирательная администрация разделена на три уровня: ГИК, 80 муниципальных избирательных комиссий (МИК) и 3396 участковых избирательных комиссий (УИК). ГИК состоит из семи человек, выдвинутых парламентскими партиями: четырёх, включая заместителя председателя ГИК, выдвигают правящие партии, а трёх, включая председателя, оппозиционные парламентские партии. В состав МИК входят пять членов и их заместителей, выбираемых ГИК случайным образом из числа государственных и муниципальных служащих на пятилетний период. МИК организуют выборы в соответствующих муниципалитетах, назначают и обучают членов УИК и занимаются другими техническими приготовлениями к голосованию. УИК состоят из трёх человек, выбираемых МИК случайным образом из числа государственных и гражданских служащих на четырёхлетний период, и ещё двух непостоянных членов, выдвигаемых парламентскими партиями (одного выдвигает правящая коалиция, второго оппозиция). Кандидаты могут направить своих представителей на все уровни избирательной администрации для наблюдения за её работой.

## Кандидаты
Девять потенциальных кандидатов уведомили ГИК страны о намерении собрать подписи избирателей в свою поддержку. Из них трое кандидатов смогли заручиться поддержкой как минимум десяти тысяч граждан в установленный период с 23 февраля до 9 марта 2019 года: Стево Пендаровски собрал 31 729 подписей, Гордана Силяновска-Давкова 15 926 подписей и Блерим Река 11 128 подписей. В итоге эти три кандидата были зарегистрированы 21 марта. Все кандидаты являются беспартийными, однако поддержаны парламентскими партиями.
Гордана Силяновска-Давкова пользуется поддержкой крупнейшей оппозиционной партии ВМРО — ДПМНЕ. Гордана Силяновска-Давкова – профессор юридических наук, выступавшая против Преспанского соглашения, называя его международной манипуляцией, и критиковавшая поведение Греции, Европейского союза и правительства Зорана Заева. По её мнению, Преспанское соглашение ставит Северную Македонию в подчинённое положение к Греции, а вместо этого каждый человек должен иметь право самостоятельно интерпретировать значение понятия «македонский».
Социал-демократический союз Македонии и албанские партии, входящие в правящую коалицию: Демократический союз за интеграцию и Демократическая партия албанцев, – поддерживают  Стево Пендаровски в качестве кандидата на пост президента Северной Македонии. Стево Пендаровски ранее был кандидатом от СДСМ на президентских выборах 2014 года, проиграв во втором туре около 30 тысяч голосов действующему президенту от ВМРО — ДПМНЕ Георге Иванову.
Бывший представитель Республики Македонии при Европейском союзе албанец по национальности Блерим Река объявил о своём участии в выборах в качестве независимого кандидата в марте 2019 года с целью защиты прав национальных меньшинств, демократии и независимости судебной власти. Блерим Река был поддержан двумя парламентскими партиями албанцев, находящимися в оппозиции к правительству Зорана Заева: Альянсом за албанцев и Движением Беса.

## Социологические опросы
Результаты опросов в таблице приведены в процентах от тех, кто определился с выбором.
Первый тур
| Дата проведения          | Социологическая компания/Клиент                                              | Выборка/Тип            | Пендаровски/СДСМ, ДУИ | Силяновска-Давкова/ВМРО — ДПМНЕ | Река/Альянс за албанцев, Беса | Отрыв |
| ------------------------ | ---------------------------------------------------------------------------- | ---------------------- | --------------------- | ------------------------------- | ----------------------------- | ----- |
| 8-14 апреля 2019         | Rating Agency Архивная копия от 17 апреля 2019 на Wayback Machine            | 1,112/Face-to-face     | 45.5                  | 39.5                            | 15.0                          | 6.0   |
| 7-11 апреля 2019         | IDSCS/Telma&MCMS Архивная копия от 17 апреля 2019 на Wayback Machine         | 967/телефонный опрос   | 44.1                  | 38.1                            | 17.8                          | 6.0   |
| 4-10 апреля 2019         | M-Prospect/MRT Архивная копия от 19 апреля 2019 на Wayback Machine           | 1,197/телефонный опрос | 43.2                  | 38.8                            | 18.0                          | 4.4   |
| 10 марта -10 апреля 2019 | Samerimpex Impulses/MCMS Архивная копия от 17 апреля 2019 на Wayback Machine | 1,147/интернет-опрос   | 50.4                  | 41.4                            | 8.2                           | 9.0   |
| 23-27 марта 2019         | IPIS/Sitel Архивная копия от 17 апреля 2019 на Wayback Machine               | 1,110/телефонный опрос | 45.9                  | 42.7                            | 11.3                          | 3.2   |
| 13-19 марта 2019         | M-Prospect/Telma&MCMS Архивная копия от 17 апреля 2019 на Wayback Machine    | 1,001/телефонный опрос | 42.9                  | 38.4                            | 18.7                          | 4.5   |

Второй тур
| Дата проведения  | Социологическая компания/Клиент                                           | Выборка/Тип            | Пендаровски/СДСМ, ДУИ | Силяновска-Давкова/ВМРО — ДПМНЕ | Отрыв |
| ---------------- | ------------------------------------------------------------------------- | ---------------------- | --------------------- | ------------------------------- | ----- |
| 13-19 марта 2019 | M-Prospect/Telma&MCMS Архивная копия от 17 апреля 2019 на Wayback Machine | 1,001/телефонный опрос | 55.3                  | 44.7                            | 10.6  |

## Результаты
Для победы в первом туре кандидат должен получить как минимум 904 066 голосов, что эквивалентно 50 % зарегистрированных избирателей. Для победы во втором туре достаточно простого большинства голосов избирателей, принявших участие в голосовании, однако явка избирателей должна превысить 40 % (723 253 человека), иначе выборы будут объявлены недействительными.
| Кандидат                            | Кандидат                            | Партия                              | Первый тур | Первый тур | Второй тур | Второй тур |
| Кандидат                            | Кандидат                            | Партия                              | Голоса     | %          | Голоса     | %          |
| ----------------------------------- | ----------------------------------- | ----------------------------------- | ---------- | ---------- | ---------- | ---------- |
|                                     | Стево Пендаровски                   | СДСМ                                | 322 581    | 42,81      | 436 212    | 51,66      |
|                                     | Гордана Силяновска-Давкова          | ВМРО — ДПМНЕ                        | 318 341    | 42,25      | 377 713    | 44,73      |
|                                     | Блерим Река                         | Альянс за албанцев                  | 79 888     | 10,60      |            |            |
| Недействительные голоса             | Недействительные голоса             | Недействительные голоса             | 32 696     | 4,34       | 30 442     | 3,61       |
| Всего                               | Всего                               | Всего                               | 753 520    | 100        | 844 365    | 100        |
| Зарегистрированных избирателей/явка | Зарегистрированных избирателей/явка | Зарегистрированных избирателей/явка | 1 808 131  | 41,67      | 1 808 131  | 46,70      |
| Источник: ГИК Северной Македонии    |                                     |                                     |            |            |            |            |